# Nicky Wagner

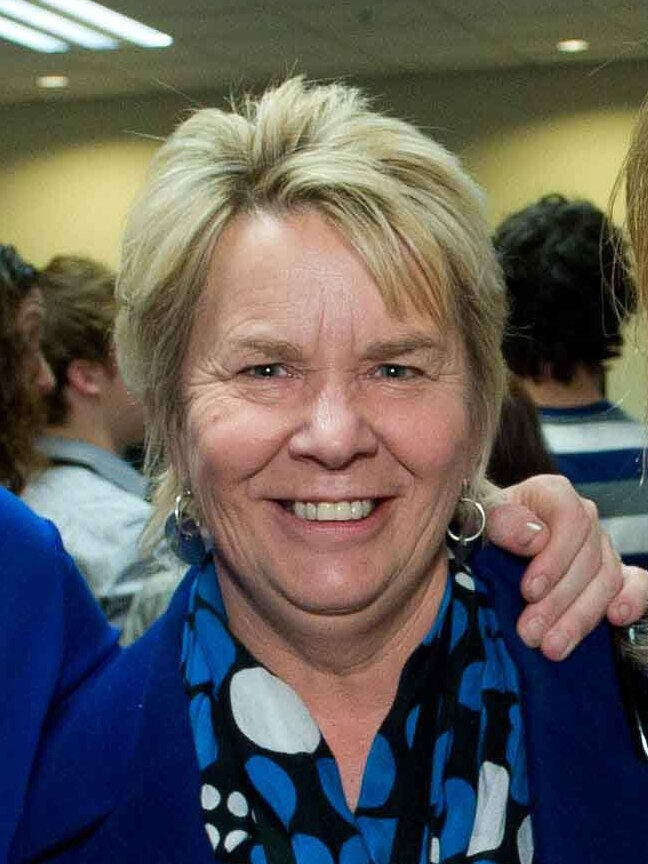
Nicky Wagner (2012)

Nicola „Nicky“ Joanne Wagner (* 23. Juli 1953 in Christchurch) ist eine neuseeländische Politikerin der New Zealand National Party (NP), die unter anderem von 2005 bis 2020 Mitglied des Repräsentantenhauses sowie mehrmals Ministerin war. 

## Leben
Nicola „Nicky“ Joanne Wagner wuchs als eines von drei Kindern einer Lehrerin und eines Ingenieurs in Cashmere, einem Vorort von Christchurch, auf. Nach dem Besuch der Burnside Primary School und des St. Margaret’s College absolvierte sie zunächst ein Lehramtsstudium am Christchurch College of Education sowie ein weiteres Studium an der University of Canterbury, welches sie mit einem Bachelor of Arts (B.A.). Ein postgraduales Studium im Fach Management an der Massey University schloss sie schließlich mit einem Master of Business Administration (M.B.A.) ab. Nachdem sie eine Zeit lang als Lehrerin gearbeitet hatte, stieg sie in die Geschäftswelt ein und gründete als Pionierin des Online-Marketing die Modemarketingfirma „FashioNZ“ und später das Internetmarketingunternehmen „GardenNZ“.
Bei der Parlamentswahl am 17. September 2005 wurde Nicky Wagner für die Nationale Partei NP (New Zealand National Party) erstmals zum Mitglied des Repräsentantenhauses gewählt, dem sie nach ihren Wiederwahlen 2008, 2011, 2014 und 2017 bis zum 17. Oktober 2020 angehörte. Zunächst war sie vom 17. September 2005 bis zum 26. November 2011 Vertreterin der Liste der NP und vertrat daraufhin zwischen dem 26. November 2011 und dem 23. September 2017 den Wahlkreis „Christchurch Central“, ehe sie zuletzt vom 23. September 2017 bis zum 17. Oktober 2020 wieder über die Landesliste der NP ins Parlament einzog. Zu Beginn ihrer Parlamentszugehörigkeit war sie vom 9. November 2005 bis zum 30. Juli 2008 Mitglied des Ausschusses für Justiz und Wahlen und anschließend zwischen dem 30. Juli und dem 3. Oktober 2008 Mitglied des Ausschusses für Kommunalverwaltung und Umwelt. In der 49. Legislaturperiode fungierte sie zwischen dem 11. Dezember 2008 und dem 20. Oktober 2011 als stellvertretende Vorsitzende des Ausschusses für Kommunalverwaltung und Umwelt und war des Weiteren vom 9. Dezember 2008 bis zum 31. August 2009 Mitglied des Ausschusses zur Überprüfung des Emissionshandelssystems sowie zwischen dem 9. Dezember 2008 und dem 20. Dezember 2011 Mitglied des Gesundheitsausschusses. In der 50. Legislaturperiode war sie zwischen dem 22. Dezember 2011 und dem 7. Mai 2014 Vorsitzende des Ausschusses für Kommunalverwaltung und Umwelt sowie darüber hinaus vom 21. Dezember 2011 bis zum 14. August 2014 Mitglied des Ausschusses für Māori-Angelegenheiten. Nachdem sie vom 11. März 2009 bis zum 17. April 2013 Mitglied des Kunstausschusses der Parlamentarischen Dienstkommission PSC (Parliamentary Service Commission) war, fungierte sie zwischen dem 17. April 2013 und dem 25. Juni 2014 als Vorsitzende dieses PSC-Kunstausschusses.

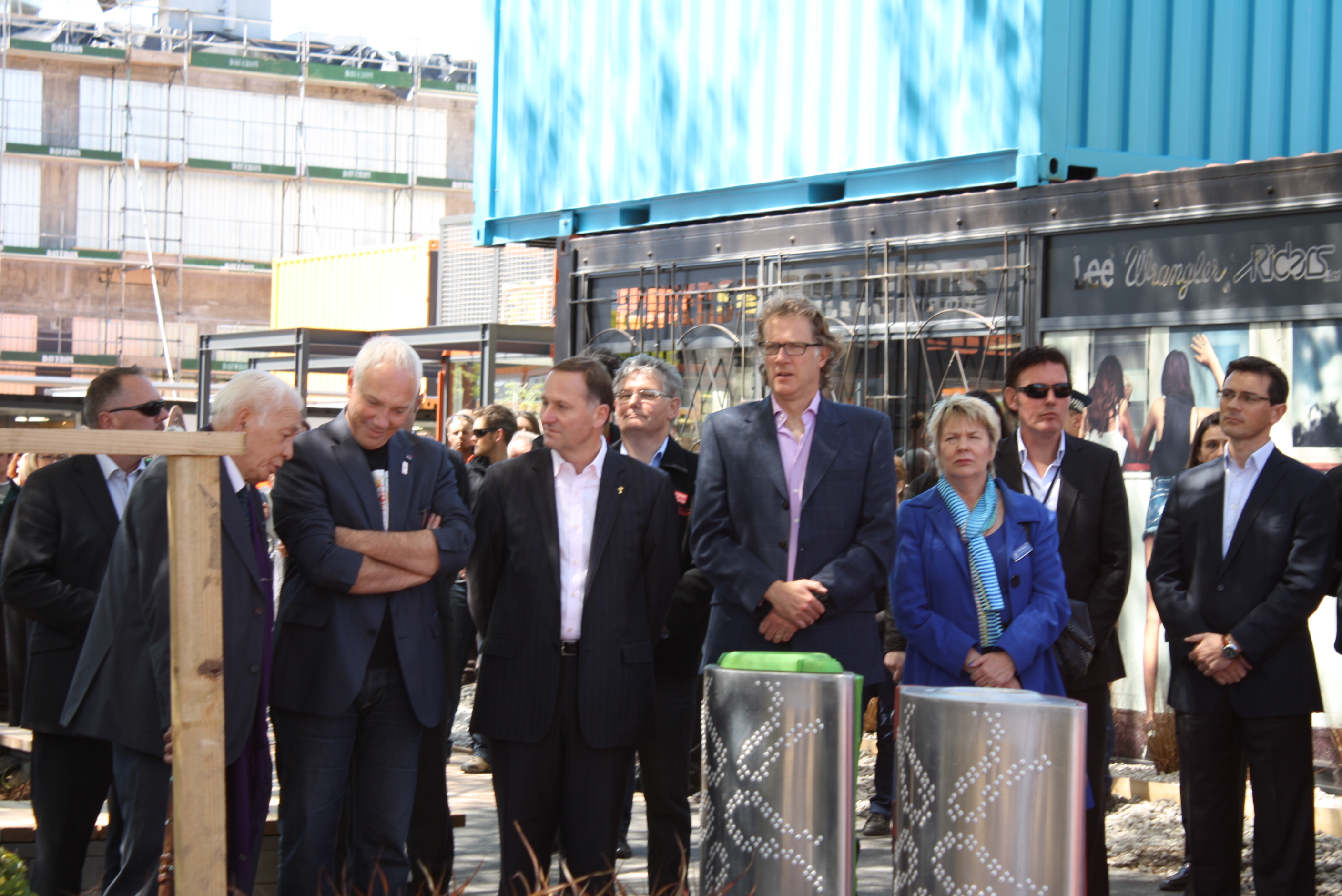
Nicky Wagner mit Premierminister John Key (3.v.l.) und dem Parlamentsmitglied für den Wahlkreis „Christchurch Central“ Brendon Burns (4.v.l.) bei der Eröffnung eines Einkaufszentrums in Christchurch (29. Oktober 2011).

Wagner fungierte zwischen dem 5. August 2013 und dem 20. September 2014 als Parlamentarische Privatsekretärin von Nick Smith, dem Minister für Naturschutz, sowie zugleich von Gerry Brownlee, dem damaligen Minister für den Wiederaufbau nach dem Darfield-Erdbeben von 2010, dem sogenannten „Canterbury Earthquake“. Zugleich war sie im Kabinett Key II als Nachfolgerin von Maurice Williamson vom 7. Mai bis zum 7. Oktober 2014 Zollministerin und Ministerin für Statistik, wobei sie als Minister outside cabinet nicht dem eigentlichen Kabinett angehörte. Zugleich fungierte sie zwischen dem 7. Mai und dem 7. Oktober 2014 zeitgleich als stellvertretende Ministerin für den Wiederaufbau nach dem Canterbury-Erdbeben sowie als stellvertretende Ministerin für Naturschutz. Im darauf folgenden Kabinett Key III übernahm sie vom 8. Oktober 2014 bis 12. Dezember 2016 als Minister outside cabinet weiterhin die Posten als Zollministerin sowie als Ministerin für Behindertenfragen. Daneben war sie seit dem 8. Oktober 2014 stellvertretende Ministerin für den Wiederaufbau nach dem Canterbury-Erdbeben beziehungsweise zwischen dem 11. April bis zum 12. Dezember 2016 stellvertretende Ministerin für die Regeneration des Großraums Christchurch.
Im anschließend gebildeten Kabinett English fungierte Nicky Wagner vom 12. Dezember 2016 bis zu ihrer Ablösung durch Tim Macindoe am 2. Mai 2017 als Minister outside cabinet abermals als Zollministerin sowie zwischen dem 12. Dezember 2016 und dem 26. Oktober 2017 als Ministerin für Behindertenfragen. Daneben fungierte vom 12. Dezember 2016 bis zum 26. Oktober 2017 auch als stellvertretende Ministerin für Naturschutz, als stellvertretende Gesundheitsministerin sowie als stellvertretende Tourismusministerin. Danach war sie zwischen dem 12. Dezember 2016 und dem 2. Mai 2017 erneut stellvertretende Ministerin für die Regeneration des Großraums Christchurch. Nach ihrem Ausscheiden aus der Regierung war sie vom 3. November 2017 bis zum 12. März 2018 Sprecherin der NP-Fraktion für Behinderten-Angelegenheiten sowie daraufhin zwischen dem 12. März 2018 und dem 11. Februar 2020 sowohl Fraktionssprecherin für Kunst, Kultur und Erbe als auch für die Erneuerung des Großraums Christchurch. Außerdem fungierte sie zwischen dem 15. November 2017 und dem 22. Mai 2019 als Mitglied des Gesundheitsausschusses und außerdem vom 6. März 2019 bis zum 6. September 2020 auch als Mitglied des Ausschusses für Māori-Angelegenheiten
Aus ihrer Ehe mit David Wagner gingen zwei Söhne hervor.